# Санний спорт на зимових Олімпійських іграх 1988
Змагання з санного спорту на зимових Олімпійських іграх 1988 тривали з 14 до 19 лютого на Бобслейно-санно-скелетонній трасі в Канадському олімпійському парку в Калгарі. Розіграно три комплекти нагород.

## Чемпіони та призери

### Таблиця медалей
| Місце              | Країна             | Золото | Срібло | Бронза | Загалом |
| ------------------ | ------------------ | ------ | ------ | ------ | ------- |
| 1                  | НДР                | 3      | 2      | 1      | 6       |
| 2                  | Західна Німеччина  | 0      | 1      | 1      | 2       |
| 3                  | СРСР               | 0      | 0      | 1      | 1       |
| Загалом (3 збірні) | Загалом (3 збірні) | 3      | 3      | 3      | 9       |

### Дисципліни
| Дисципліна                | Золото                           | Золото   | Срібло                             | Срібло   | Бронза                                    | Бронза   |
| ------------------------- | -------------------------------- | -------- | ---------------------------------- | -------- | ----------------------------------------- | -------- |
| Одномісні сани (чоловіки) | Єнс Мюллер · НДР                 | 3:05.548 | Ґеорґ Гакль · Західна Німеччина    | 3:05.916 | Юрій Харченко · СРСР                      | 3:06.274 |
| Одномісні сани (жінки)    | Штеффі Вальтер-Мартін · НДР      | 3:03.973 | Уте Обергофнер-Вайс · НДР          | 3:04.105 | Церстін Шмідт · НДР                       | 3:04.181 |
| Двомісні сани             | НДР (GDR) Єрґ Гоффман Йохен Піцш | 1:31.940 | НДР (GDR) Штефан Краусе Ян Берендт | 1:32.039 | ФРН (FRG) Томас Шваб Вольфґанґ Штаудінґер | 1:32.274 |

## Країни-учасниці
У змаганнях з санного спорту на Олімпійських іграх у Калгарі взяли участь спортсмени 23-х країн. Нідерландські Антили, Болгарія, Філіппіни і Віргінські Острови дебютували в цьому виді програми.
- Нідерландські Антильські острови (1)
- Аргентина (1)
- Австрія (7)
- Болгарія (3)
- Канада (9)
- Іспанія (1)
- Франція (1)
- Західна Німеччина (7)
- Велика Британія (4)
- НДР (10)
- Віргінські Острови (1)
- Італія (9)
- Японія (5)
- Ліхтенштейн (1)
- Філіппіни (1)
- Пуерто-Рико (2)
- Румунія (1)
- Швеція (2)
- Чехословаччина (2)
- Китайський Тайбей (2)
- СРСР (10)
- США (9)
- Югославія (2)